# Żegnaj, kochanie
Żegnaj, kochanie – amerykański thriller z 2001 roku.

## Główne role
- Gabrielle Fitzpatrick – Brigit
- Phillip Rhys – Luc
- Robert Culp – Michael Reilly
- Ed Lauter – Sergiej Karpow
- Adam Baldwin – Jimmy, the Bartender
- Brion James – Renault
- Stephen Gregory Foster – Peter
- Sarah Wynter – Natalia
- Hamilton Mitchell – George Karpow
- Constance Zimmer – Kyle
- Mark Sheppard – M.J.
- Craig Aldrich – Paddy

## Fabuła
Siergiej Karpow, rosyjski mafioso działający w USA, traci żonę i synów w zamachu. Sprawcom udaje się zwiać, Karpow podejrzewa, że stoi za tym rodzina Reilly, która chce przejąć jego rewir. Okazuje się jednak, że za zabójstwem stoi Brigit. Mści się za to, że ludzie Karpowa dla zabawy zabili jej rodziców. Teraz nadszedł czas zemsty.